# Lamprozona auricincta
Lamprozona auricincta là một loài ruồi trong họ Asilidae. Lamprozona auricincta được Loew miêu tả năm 1851.